# 綠島戰爭
綠島戰爭，是台灣達悟族傳說中的一場战争，起因为漢人勢力入侵綠島，使得已經消失的伊瓦達斯部落（Ivatas）與漢人為了爭奪綠島的使用權而爆發的戰爭，戰爭最後以達悟族人敗北、漢人佔據綠島作結。

## 冲突和战争

### 冲突和背景
據說綠島以前是伊瓦達斯部落放牧的島嶼，上面只有羊群和休息用的棚屋，伊瓦達斯部落和朗島部落的人都經常划船去照顧羊群，可是當漢人來到綠島之後，他們經常偷島上的羊來吃，讓達悟族人相當憤怒，紛紛準備好武器要對付前去偷羊的漢人。

### 第一次衝突
某次達悟族人再度來到綠島後，剛好看到有漢人的船停在岸邊，他們立刻上前將漢人全數殺死，並奪回被搶走的羊，這是達悟族人第一次戰勝漢人，此後好幾個月內，漢人的船都不敢登陸或接近綠島。

### 战争
後來又有一艘漢人的帆船靠近綠島，達悟族人因為不清楚漢人的來意，所以先躲在草叢裡查看情況，只見漢人的人數比他們多出一倍，還一來就拿斧頭破壞的達悟族人的船，知道來者不善的達悟族人隨即衝出去跟漢人死戰，最後寡不敵眾全被殺害，而漢人也死傷一半以上。
在戰爭中，一個漢人為了逃命，殺死一個達悟族人後便抱著一塊船板跳進海中，想要藉由海流回到台灣，但他卻抵達了蘭嶼，並且被一名達悟族人所救，兩人藉由比手畫腳來交談後，那位達悟族人察覺漢人在戰爭中所殺死的大腿有疤痕的族人就是自己的兒子，他又跟那位漢人打聽到在場的達悟族人已經全部陣亡後，便假裝要帶他去撿貝殼，並且趁機在海邊殺了那個人。

### 战败
在那之後，達悟族人便主動放棄了綠島，漢人趁機佔領該地，直到現在。